# Camagüey (provincie)
Camagüey is de grootste van de vijftien provincies van Cuba, gelegen in het midden van het land. De hoofdstad is de gelijknamige stad.
De provincie bestrijkt een oppervlakte van 15.400 km² en heeft 770.000 inwoners (2015).

## Gemeenten
De provincie bestaat uit dertien gemeenten:

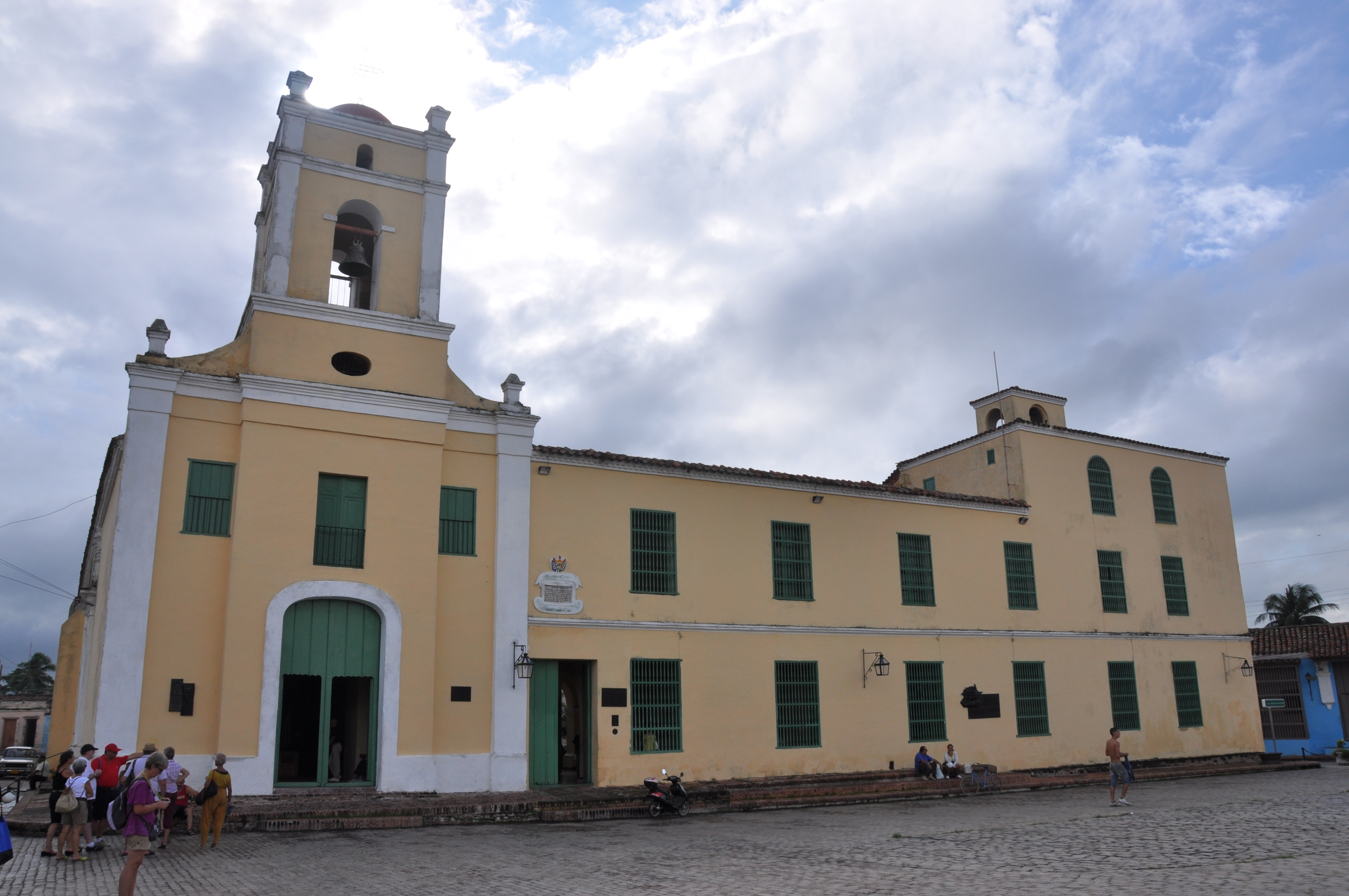
De kerk San Juan de Dios

- Camagüey
- Carlos Manuel de Céspedes
- Esmeralda
- Florida
- Guáimaro
- Jimaguayú
- Minas
- Najasa
- Nuevitas
- Santa Cruz del Sur
- Sibanicú
- Sierra de Cubitas
- Vertientes

Artemisa · Camagüey · Ciego de Ávila · Cienfuegos · Guantánamo · Granma · Havana · Holguín · Las Tunas · Matanzas · Mayabeque · Pinar del Río · Sancti Spíritus · Santiago de Cuba · Villa Clara